# Ecografie cardiacă
Ecografia cardiacă (ecocardiografia) bidimensionala este o metoda imagistica de explorare a inimii, prin care se vizualizeaza pe un ecran sectiuni (felii) din inima, in aceste sectiuni putandu-se masura dimensiunile celor 4 cavitati cardiace (atriul stang, ventriculul stang, atriul drept si ventriculul drept), precum si ale vaselor mari care se varsa in inima (vena cava inferioara) si care pleaca din inima (aorta). Cu ajutorul unor algoritmi speciali, computerele inglobate in aparatele care realizeaza ecografia deduc din dimensiunile cavitatilor inimii date importante despre functiile inimii - functia sistolica (functia de golire a inimii) si functia diastolica (functia de umplere a inimii). In plus, ecografia cardiaca permite o foarte fidela si sigura apreciere a morfologiei si functiei valvelor inimii (valva mitrala, valva aortica, valva tricuspida, valva pulmonara). Metoda Doppler adaugata ecografiei bidimensionale, permite actualmente masurarea vitezei sangelui in orice punct al inimii, permitand depistarea insuficientelor sau stenozelor valvulare (in aceste cazuri vitezele de circulatie a sangelui sunt mult crescute). Doppler-ul color permite transformarea fiecarei viteze dintr-un anumit punct al inimii, in culoare, sectiunea prin inima fiind afisata pe ecran sub diverse culori, in functie de vitezele sangelui in fiecare punct. Nu in ultimul rand, ecografia mai permite si aprecierea pericardului (a invelisului în care se gaseste inima), cu depistarea foarte usoara a eventualelor acumulari de lichid in sacul pericardic, echivalente, cel mai adesea, cu o inflamatie a acestui sac.
Cand este necesara efectuarea unei ecocardiografii?
Ecocardiografia este de departe cea mai importanta si cea mai frecvent utilizata metoda imagistica din domeniul cardiologiei, datorita costurilor mai reduse comparativ cu alte metode imagistice (tomografia computerizata cardiaca, scintigrafia cardiaca, cateterismul cardiac) si, de asemenea, datorita lipsei iradierii (spre deosebire TOATE de cele mentionate anterior), care o face repetabila ori de cate ori este nevoie pentru a urmari evolutia bolii unui pacient cardiac. Astazi se considera ca o ecocardiografie aduce informatie mult mai multa decat o consultatie obisnuita si practic nu se mai poate imagina cardiologia fara ecocardiografie. Deoarece pe o ecocardiografie bolile pot fi recunoscute cu mult inainte de a se manifesta prin vreun simptom, metoda poate ajuta la diagnosticul precoce al bolilor de inima, singurul care poate salva vieti. De aceea, parerea unanima este ca ecocardiografia este recomandata, pentru stabilirea diagnosticului, oricarui pacient cardiac sau oricarui pacient care are unul sau mai multe simtome cardiace:
-durere in piept -respiratie grea -palpitatii -oboseala
In plus, mai este recomandata oricarui pacient care are hipertensiune arterială (tensiunea arteriala crescuta), pentru a se vedea in ce masura este afectata si inima.